# Taliban
Taliban (pashto: طالبان), av arabiskans pluralis av ṭālib (طالب) för "student", är en politisk-religiös väpnad islamistisk och pro-pashtunsk rörelse som grundades i Kandahar 1994 och behärskade merparten av Afghanistan åren 1996–2001 och återtog makten sommaren 2021.
Talibanrörelsen är en i huvudsak pashtunsk organisation som följer en fundamentalistisk form av islam, deobandism, som är en variant av sunniislam, i kombination med strikt hängivelse till pashtunwali, pashtunernas traditionella livsstil och kulturella normer. Talibanerna har sitt ursprung i de pakistanska flyktingläger som afghaner flydde till efter Sovjetunionens intervention i Afghanistan. Många medlemmar utbildades i ultrakonservativa madrassor, koranskolor, som är vanliga i Pakistan.
Från 2016 är Haibatullah Akhundzada rörelsens andlige ledare.

## Historia

### Ursprung
Talibanerna har sin bakgrund i de religiösa krigare (mujaheddin) som bekämpade Demokratiska republiken Afghanistans regering och de sovjetiska styrkorna i landet från 1979 till kalla krigets slut. Den religiöst konservativa general Muhammad Zia-ul-Haq tog makten i en militärkupp i angränsande Pakistan år 1977 och fruktade att Sovjetunionen skulle invadera Baluchistan, så han sökte hjälp i Saudiarabien medan USA redan uppmuntrade det saudiska kungahuset att stödja väpnade upprorsgrupper i landet. Genom sina allierade Saudiarabien och Pakistan kunde USA bidra med signifikanta summor och med krigsmateriel till konflikten och general Zia-ul-Haq lät rusta upprorsmän i träningsläger som tillhandahölls av Inter-Services Intelligence. Mäktiga religiösa lärde i Saudiarabien uppmuntrade unga muslimer runtom i världen att fara till Afghanistan och föra heligt krig mot de ”gudlösa kommunisterna”, men förutom dessa utländska stridande fanns inhemska afghanska grupper av varierande ideologisk övertygelse men enade i motståndet mot regeringen och dess sovjetiska allierade.
I april 1992 kollapsade den tidigare kommunistiska regeringen i Kabul, religiösa krigsherrar tog makten och Islamiska staten Afghanistan bildades. Nästan omedelbart bröt afghanska inbördeskriget (1992–1996) ut, där Pakistan stödde fortsatt uppror mot den nya regeringen (främst genom Hezb-i-Islami), olika grupper av nyss allierade krigsherrar tog upp vapen mot varandra, den redan försvagade statsapparaten fullständigt bröt samman och laglösheten spred sig över landet. Islamiska republiken Iran och Saudiarabien utnyttjade också maktvakuumet genom att stödja olika gerillagrupper i landet. 
Det var i detta klimat då landet genomgick en total statskollaps som mulla Mohammed Omar i den sydliga staden Kandahar bildade en egen milis av 50 studenter (taliban) från pakistanska madrassor. Det är omstritt i vilken mån initiativet var hans eget; det kan ha kommit från pakistanska regeringskretsar. Den australiensiske afghanistanexperten William Maley framhåller den pakistanske inrikesministern general Naseerullah Babar, den pakistanska underrättelsetjänsten ISI och indirekt den pakistanska preminärministern Benazir Bhutto som medansvariga för rörelsens uppkomst och initiala framgångar.
Rörelsen växte på några månader till över 15 000 tack vare afghanska flyktingar som återvände från Pakistan. Våren 1994 påbörjade Taliban sina första väpnade aktioner mot de genomkorrumperade lokala myndigheterna.
Talibanrörelsens nyckelpersoner under 1990-talet var afghaner, men rörelsen var inte en uttryck för nyvaknad afghansk tradition utan i hög grad ett redskap för pakistanska intressen. En mycket stor del av soldaterna var pakistanier – en uppskattning är att 80 000–100 000 pakistanier deltog i kriget mellan 1994 och 1999. Pakistan bidrog också med stora mängder vapen och ammunition och tillhandahöll flygunderstöd för marktruppernas förflyttningar, och tillförlitliga källor anger också att höga pakistanska militärer var direkt inblandade i krigföringen.
Rörelsens kultur och värderingar utgick inte från traditionen på den afghanska landsbygden utan från den tolkning av denna tradition som gjorts av koranstudenter i flyktingläger, människor som själva inte varit en del av ett fungerande byliv. Den absoluta majoriteten var sunnimuslimska pashtuner, och många av dem var mycket fientliga gentemot Afghanistans etniska och shiamuslimska minoriteter. 

### Maktövertagande

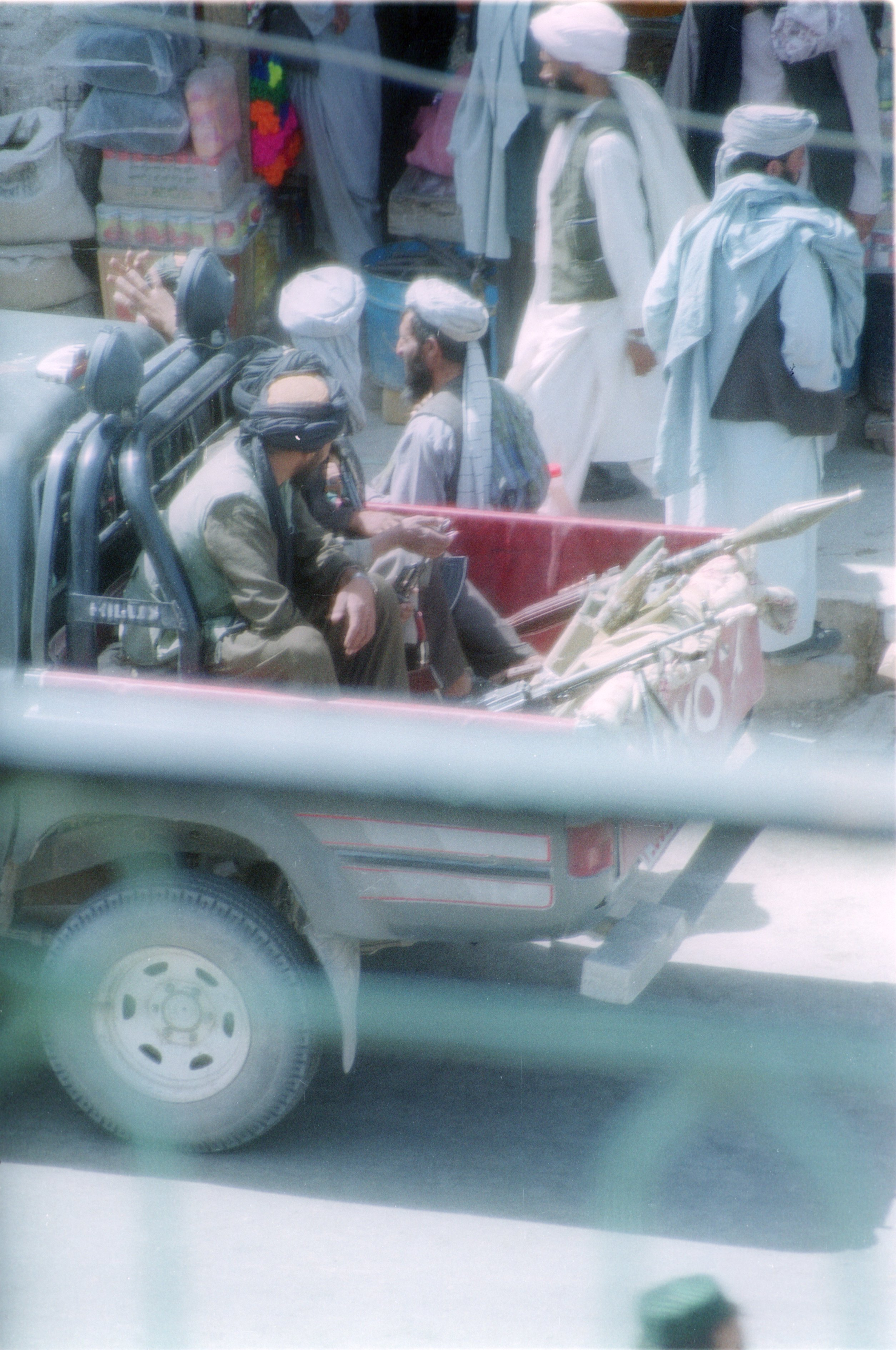
Talibansoldater i Herat 2001.

Under 1995 led talibanrörelsen flera militära nederlag mot Ahmed Shah Massouds styrkor varpå Pakistan ökade sitt militära och ekonomiska stöd. I september 1996 genomförde talibanerna ännu en offensiv mot huvudstaden, finansiellt uppbackade av Pakistan och Saudiarabien, och de styrande krigsherrarnas regeringstrupper besegrades och flydde norrut. 27 september 1996 tågade talibanerna in i Kabul och utropade Islamiska emiratet Afghanistan. Man intog FN-basen i huvudstaden dit den förre kommunistiske presidenten Mohammed Najibullah hade tagit sin tillflykt, torterade honom, släpade honom bakom en bil på gatorna och hängde liket från ett trafikljus. Detta utlöste enorm internationell kritik mot talibanrörelsen. Inledningsvis hade de dock stöd av stora lager av den afghanska civilbefolkningen då de upprättade lag och ordning i ett krigshärjat och laglöst samhälle, fast stödet var mycket större hos pashtuner än hos etniska minoriteter. Krigsherrarna, varav många kom från etniska minoriteter, enade sitt motstånd mot talibanerna i Norra alliansen samma år och inbördeskriget fortsatte. Islamiska emiratet Afghanistan fick diplomatiskt erkännande av endast tre stater (Pakistan, Saudiarabien och Förenade arabemiraten) och i FN fortsatte representanter för Islamiska staten Afghanistan (krigsherrarnas gamla regering) att företräda landet.
1996 anlände al-Qaidanätverkets ledare Usama bin Ladin till Afghanistan efter att ha kastats ut från Sudan och började uppmana världens muslimer till heligt krig mot dem han uppfattade som ”otrogna” både i västvärlden och i Mellanöstern, något som irriterade talibanledaren mulla Omar. Men med tiden förbättrades relationen mellan de två till den grad att mulla Omar gick emot en av sina mäktigaste utländska beskyddare, prins Turki bin Faisal av Saudiarabien, och vägrade att utlämna bin Ladin till saudierna. Snart hade talibanerna ingått en allians med al-Qaida som fick nästintill fritt utrymme att träna i Afghanistan och använda landet som bas för operationer i utlandet. USA begärde att bin Ladin och andra al-Qaidamedlemmar skulle utlämnas till dem efter bombattentaten mot USA:s ambassader i Kenya och Tanzania 1998, men talibanerna vägrade återigen.
I augusti 1998 anföll talibanerna staden Mazar-i-Sharif i norr, bas för den uzbekiske krigsherren Abdul Rashid Dostum, som hade stöd av angränsande Iran. Dostum hade föregående år beordrat en storskalig massaker på runt 3 000 tillfångatagna talibaner. Vid erövrandet av staden inledde talibanerna som hämnd en etnisk rensning på de huvudsakligen shiamuslimska hazarerna som utgjorde en stor del av stadens befolkning. Tio iranska diplomater i staden dödades och Iran hotade att invadera Afghanistan och störta talibanerna, men efter internationell medling övergav man de planerna. Iran anklagade Pakistan för att aktivt ha deltagit i erövrandet av Mazar-i-Sharif.
År 2000 införde FN:s säkerhetsråd ett vapenembargo mot talibanerna och kritiserade öppet och direkt Pakistan för landets stöd till rörelsen. I kampen om kontroll över Afghanistan blandades snart även al-Qaida in och bin Ladin lät utländska krigare strida på talibanernas sida. al-Qaidas relation till talibanerna hade utvecklats till en slags "stat i staten".

### USA:s ockupation och väpnat motstånd

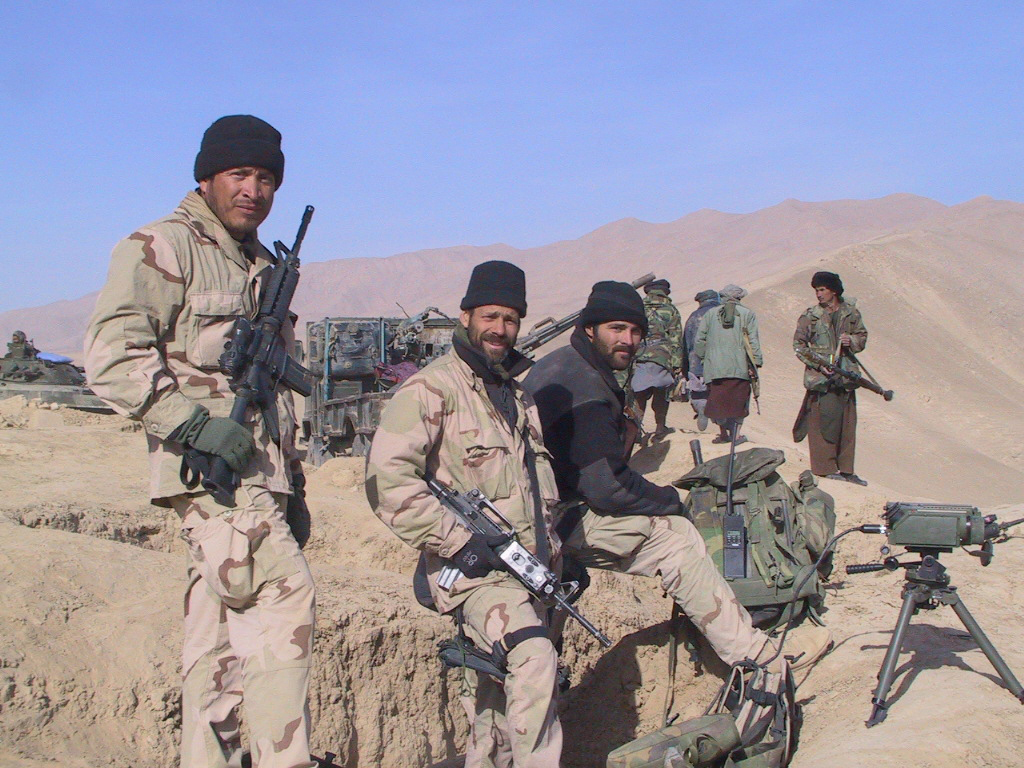
Talibanerna berövades makten i oktober 2001 av en enad insats av Norra alliansen, markstyrkor från USA och amerikanskt flygvapen.

Till följd av 11 september-attackerna i New York 2001 ställde Bushadministrationen ett ultimatum till talibanerna att omedelbart utlämna bin Ladin och andra al-Qaidamedlemmar man menade var inblandade samt ge amerikanska inspektörer full tillgång till al-Qaidas träningsläger. Talibanernas utrikesminister liksom deras ambassadör i Islamabad fördömde attentaten men krävde ”övertygande bevisning” av USA för att agera mot bin Ladin och att det endast kunde vara tal om att ställa honom inför rätta i en afghansk domstol. FN:s säkerhetsråd utfärdade två resolutioner (resolution 1368 och 1373) som krävde att alla länder skulle utöka samarbetet med att bekämpa terrororganisationer. Nato däremot proklamerade att USA hade utsatts för en krigshandling. 22 september 2001 drog Saudiarabien och Förenade arabemiraten tillbaka sitt diplomatiska erkännande av talibanerna som Afghanistans legitima regering. Den 4 oktober meddelade talibanerna att de kunde överlämna bin Ladin till Pakistan, om han ställdes inför rätta i en shariadomstol, men Pakistan blockerade erbjudandet. Den 7 oktober erbjöd talibanerna sig att ställa bin Ladin inför rätta själva i en shariadomstol om USA tillhandahöll bevis, men Bushadministrationen vägrade förhandla om sitt ultimatum.
Samma dag, den 7 oktober 2001, inleddes invasionen av Afghanistan av USA med allierade inklusive Norra alliansens krigsherrar. Målet var inte bara att förstöra al-Qaidas träningsläger i landet utan också att bekämpa talibanrörelsen i landet. Talibanrörelsen drevs tillfälligt under jorden till följd av invasionen. 
Rörelsen bekämpade den nya afghanska regeringen och ISAF-styrkorna, som höll den kvar vid makten. Den 15 april 2012 meddelade talibanerna att man påbörjat sin årliga våroffensiv. Offentliga byggnader i Kabul och i tre av landets provinser anfölls. Regeringskällor anklagade även talibanernas allierade i Haqqani-nätverket för inblandning i attackerna.
2007 gick ett antal islamistiska rebellgrupper i nordvästra Pakistans stamområden, vid gränstrakterna mot Afghanistan, samman till Tehreek-e-Taliban Pakistan. Dessa pakistanska talibaner har visst samarbete med talibanerna i Afghanistan. Båda domineras av etniska pashtuner och båda håller fast vid traditionella värderingar enligt pashtunwali samt sunnimuslimsk puritanism, men de skiljer sig annars historiskt och politiskt på flera sätt.

### 2018–2019
Under 2018 var talibanerna den terrorgrupp i världen som dödade flest människor, enligt Vision of Humanity 6 103 personer.
I november 2019 kontrollerade talibanerna en större del av Afghanistans territorium än någon gång sedan talibanregerinen störtades 2001. Rörelsens ledning strävar efter internationellt erkännande och vill åstadkomma en enhetlig policy inom rörelsen, men ledare längre ned i organisationen gör ibland andra prioriteringar av militära eller ideologiska skäl eller på grund av den lokala situationen.
Sommaren 2019 förhandlade USA med talibanerna om ett tillbakadragande av amerikanska trupper, men utan att komma till någon överenskommelse. Den afghanska regeringen ansågs av talibanerna vara marionetter för USA och deltog inte i samtalen.
I december 2019 uppskattade USA:s militär att det fanns närmare 60 000 talibaner i regionen. Det var en ökning från cirka 25 000 år 2011.

## Offensiven 2021

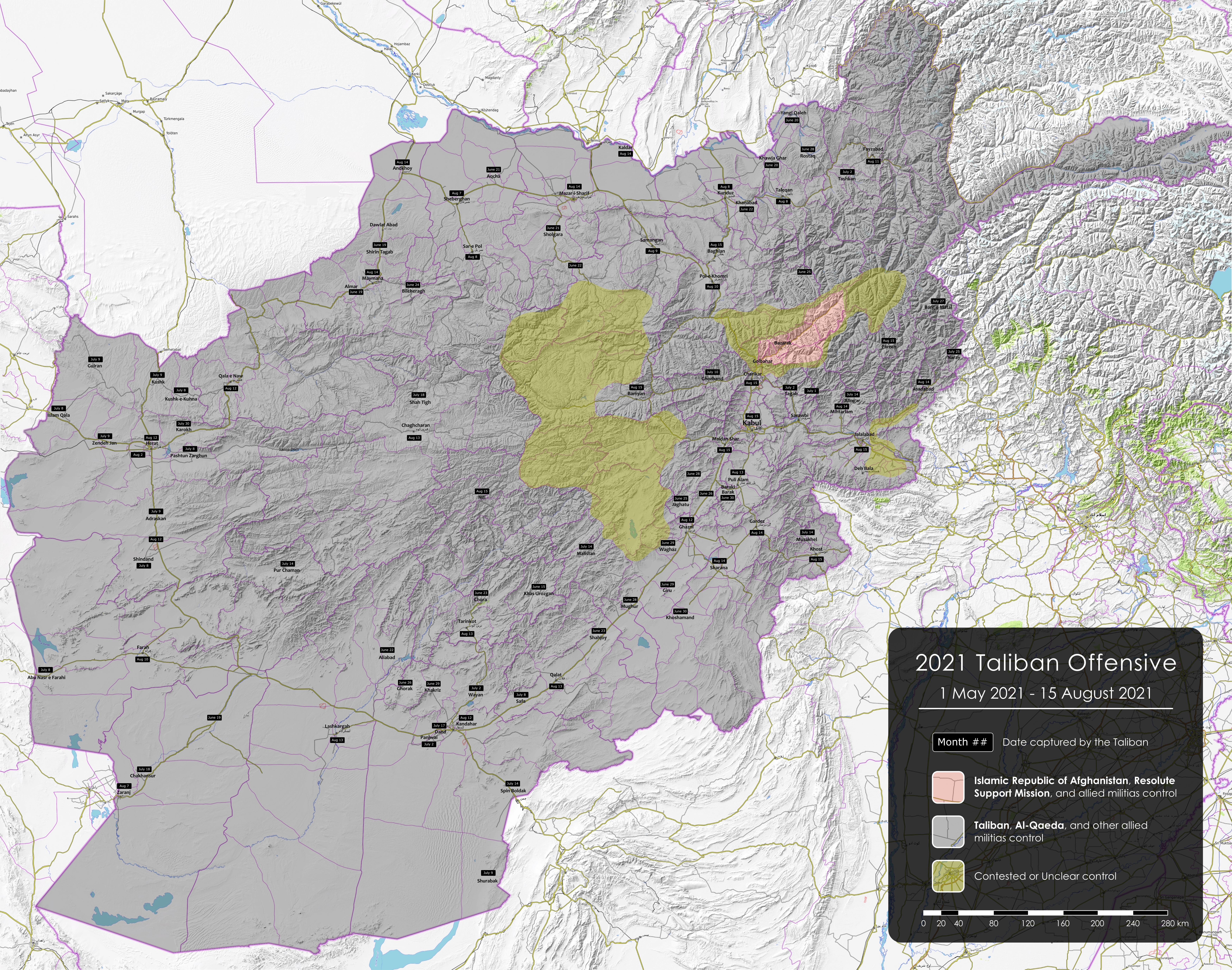
Karta över den Talibanska offensiven 2021.

Sommaren 2021 inledde talibanerna en stor offensiv i Afghanistan efter tillbakadragandet av de amerikanska trupper från landet, vilket snabbt gav dem kontroll över nästan hälften av Afghanistans 421 distrikt den 23 juli 2021. I mitten av augusti 2021 kontrollerade talibanerna alla de större städer i Afghanistan. Efter att den sittande presidenten Ashraf Ghani flydde från Afghanistan den 15 augusti, och talibanerna tagit över presidentpalatset, sade sig talibanerna den 16 augusti helt ha tagit över Afghanistan.
Övertagandet ägde rum timmar efter att president Ashraf Ghani flytt landet. Talibanerna begärde en fredlig maktöverföring, och regeringen förklarade sig villig att följa deras krav. Natos styrkor var närvarande i Kabul och hjälpte till med evakueringen vid Kabuls flygplats.
Talibanerna bildade en afghansk interimsregering ledd av  mullah Mohammad Hassan Akhund och förklarade Afghanistan ett "islamiskt emirat".

### 2021–
Den 15 augusti 2021 utropades Islamska emiratet Afghanistan. Dess regering består endast av talibaner. Denna stat är ej internationellt erkänd.
I november 2022 deklarerade talibanernas ledare Haibatullah Akhundzada att islamisk sharia-lag ska tillämpas fullt ut, vilket innefattar offentliga avrättningar genom stening, prygelstraff och avhuggna lemmar. De brott som kan straffas på dessa sätt innefattar bland annat äktenskapsbrott, stöld, avfall från islam och uppror.
Efter sitt maktövertagande genomförde talibanerna gradvis restriktioner i kvinnors rätt att förvärvsarbeta och flickors rätt till utbildning. I december 2022 stängdes universiteten för kvinnliga studenter, med omedelbar verkan.
Rysslands förbud mot samarbete med talibanerna – inklusive den federala lista över organisationer som stämplats som terrorister – hävdes i april 2025 genom beslut i den ryska federationens högsta domstol.
När talibanregeringen tog makten 2021 erkändes den inte av något land. I januari 2024 ackrediterades en afghansk ambassadör i Kina, vilket kan tolkas som att Kina erkände talibanernas regim. I juli 2025 erkändes talibanregimen av Ryssland.
I juli 2025 utfärdade den internationella brottsmålsdomstolen i Haag (ICC) en arresteringsorder mot talibanregimens högste ledare Haibatullah Akhundzada och högste domare Abdul Hakim Haqqani för deras förföljelse av kvinnor och flickor i Afghanistan. De båda talibanledarna anklagades för brott mot mänskligheten. De avvisar anklagelserna..

## Ideologi och politik

### Kvinnosyn

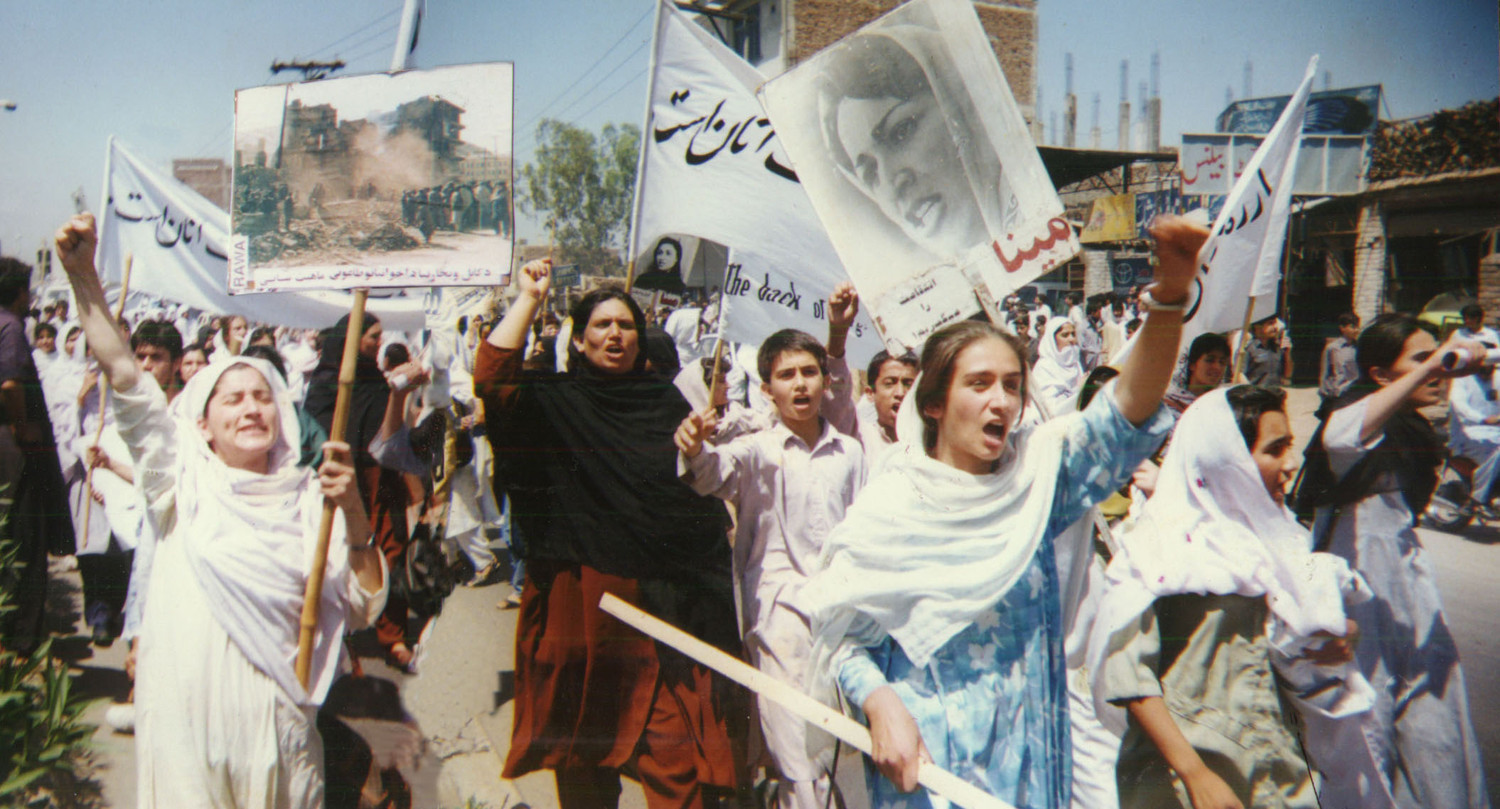
Medlemmar av Revolutionary Association of the Women of Afghanistan protesterar mot talibanerna i Peshawar, Pakistan 1998.

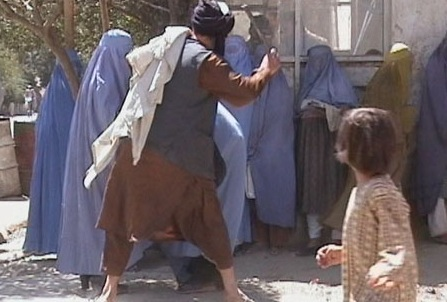
Talibanernas "religiösa polis" slår en kvinna i Kabul 2001.

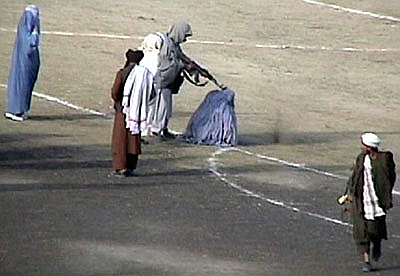
I november 1999 utför talibaner en offentlig avrättning av en kvinna i Kabul.

Utmärkande för talibanrörelsen är en ultrakonservativ kvinnosyn med basis i strikt tolkning av religiös lag (sharia) som infördes runtom i de områden som stod under deras kontroll. När de 1996 tagit makten i Afghanistan infördes sharialagstiftning vilken bland annat innebar att kvinnor varken fick förvärvsarbeta eller studera. De fick inte gå i skolan och skulle de lämna hemmet var de tvungna att dölja sin kropp bakom en burqa samt eskorteras av en manlig släkting.  Vidare blev kvinnor och flickor förbjudna att undersökas av manliga läkare. Det blev olagligt att använda smink, smycken, nagellack, plocka ögonbrynen, klippa håret kort, bära färgglada kläder, vita strumpor och skor, och prata eller skratta högt offentligt.

### Skillnad mot Tehreek-e-Taliban Pakistan
Ett grundläggande inslag i den afghanska talibanrörelsen är pashtunsk nationalism och ett allmänt starkt fokus på att bygga en islamisk stat i Afghanistan. De pakistanska talibanerna, Tehreek-e-Taliban Pakistan, är däremot klart internationellt lagda och framför som överordnad kamp inte pashtunsk nationalism utan globalt jihad. De afghanska talibanerna är också direkt emot att bekämpa den pakistanska staten medan de pakistanska talibanerna har detta som ett av sina högsta mål och har utfört en lång rad våldsdåd både mot landets militär och civilbefolkning. Förutom den gemensamma kulturella nämnaren är det kampen mot USA:s närvaro i regionen och den mycket strikta religiösa puritanismen som för de två grupperna samman, men trots det har relationerna mellan de afghanska och pakistanska talibanerna tidvis varit ansträngda. Skillnaden mellan de två grupperna blir tydligt i motståndet mot poliovaccinering på basis av att det skulle vara en västerländsk konspiration, något som de afghanska talibanerna har slutat hävda då man blivit mer tolerant mot modern teknologi och medicin. Tehreek-e-Taliban Pakistan däremot fortsätter bekämpa alla vaccinationsförsök i Pakistan då man är fortsatt djupt misstänksam mot allt som är för modernt och främmande, inklusive utländska frivilligläkare och vaccin.

### Religiös puritanism
Talibanstyret införde även ett totalförbud mot avbildning av människor (se ikonoklasm), vilket i mars 2001 resulterade[källa behövs] i förstörelsen av de två gigantiska, antika buddhastatyerna i Bamian. Talibanstyret har också gjort sig känt för fanatiskt hat mot all sorts musik, som gick så långt att till och med ringklockor på cyklar betraktades som musikinstrument och förbjöds.[källa behövs]

### Rekrytering
Vittnesmål från talibandesertörer och regeringssoldater berättar hur talibanrörelsen utövar utpressning på familjer för att få rekrytera deras söner, ibland som straff för att en annan son arbetar inom polisen eller säkerhetsstyrkorna. Detta bekräftas av den afghanska regeringen men förnekas av talibanerna. Det rapporteras också att talibanerna använder barn som soldater och självmordsbombare.

## Ledare i Islamiska emiratet Afghanistan (1996–2001)
- Mohammed Omar, landets statsöverhuvud och diktator 1996–2001
- Mohammed Rabbani, premiärminister till sin död i april 2001
- Maulvi Jalil-Ullah Maulvizada, justitieminister
- Obaidullah Akhund, försvarsminister
- Abdul Wakil Muttawakil, utrikesminister
- Qudratullah Jamal, informations- och kulturminister